# Tourist Trophy 1968
Il Tourist Trophy fu la terza prova del motomondiale 1968, nonché la 50ª edizione della prova.
Si svolse dall'8 al 14 giugno 1968 e vi corsero tutte le classi disputate in singolo, nonché i sidecar. Gareggiarono per prime l'8 giugno la 250 e i sidecar, il 10 giugno si svolsero le gare della 350 e della 125, il 14 giugno quelle della 50 e della 500; tutte le prove si svolsero sul Circuito del Mountain.
I vincitori furono: Giacomo Agostini che si impose nella classe 500 e nella 350 in sella a MV Agusta, Bill Ivy in 250 e Phil Read in 125 entrambi su Yamaha e Barry Smith in 50 su Derbi; l'equipaggio tedesco Siegfried Schauzu/Horst Schneider si impose tra i sidecar su una BMW.
Anche in questa occasione, durante la gara delle 250, vi fu un incidente mortale che coinvolse Ian Veitch.

## Classe 500
Al Senior TT, gara conclusiva del gran premio disputata il 14 giugno, furono 85 i piloti alla partenza e 37 vennero classificati al termine della gara. Tra i piloti ritirati vi furono Jack Findlay, Rodney Gould, Gyula Marsovszky, Angelo Bergamonti e John Hartle.

### Arrivati al traguardo (prime 20 posizioni)
| Pos. | Pilota           | Moto      | Tempo      | Punti |
| ---- | ---------------- | --------- | ---------- | ----- |
| 1    | Giacomo Agostini | MV Agusta | 2h 13:39.4 | 8     |
| 2    | Brian Ball       | Seeley    | +8:29.0    | 6     |
| 3    | Barry Randle     | Norton    | +8:29.4    | 4     |
| 4    | Bill Smith       | Matchless | +8:54.8    | 3     |
| 5    | Bernard Lund     | Matchless | +9:24.2    | 2     |
| 6    | Kel Carruthers   | Norton    | +9:27.0    | 1     |
| 7    | Billie Nelson    | Paton     | +10:25.8   |       |
| 8    | Rex Butcher      | Matchless | +10:32.8   |       |
| 9    | Derek Woodman    | Seeley    | +10:36.2   |       |
| 10   | Keith Turner     | Matchless | +10:40.4   |       |
| 11   | John Williams    | Matchless | +10:52.2   |       |
| 12   | Tony Godfrey     | Norton    | +10:52.4   |       |
| 13   | George Fogarty   | Matchless | +11:06.2   |       |
| 14   | Charlie Sanby    | Norton    | +11:27.0   |       |
| 15   | Peter Darvill    | Norton    | +13:01.8   |       |
| 16   | Alan Lawton      | Norton    | +14:37.6   |       |
| 17   | Jan Strijbis     | Norton    | +16:04.4   |       |
| 18   | Jim H. Evans     | Norton    | +16:33.6   |       |
| 19   | Selwyn Griffiths | Matchless | +17:29.8   |       |
| 20   | Norman Price     | Norton    | +17:35.8   |       |

## Classe 350
Allo Junior TT furono 83 i piloti alla partenza e 40 quelli classificati al termine della corsa. Tra i ritirati vi furono Tommy Robb, Kel Carruthers e Dave Simmonds.

### Arrivati al traguardo (prime 10 posizioni)
| Pos. | Pilota           | Moto      | Tempo      | Punti |
| ---- | ---------------- | --------- | ---------- | ----- |
| 1    | Giacomo Agostini | MV Agusta | 2h 09:38.6 | 8     |
| 2    | Renzo Pasolini   | Benelli   |            | 6     |
| 3    | Bill Smith       | Honda     |            | 4     |
| 4    | Derek Woodman    | Aermacchi |            | 3     |
| 5    | John Cooper      | Seeley    |            | 2     |
| 6    | Jack Findlay     | Aermacchi |            | 1     |
| 7    | Jim Curry        | Aermacchi |            |       |
| 8    | Alan Barnett     | Metisse   |            |       |
| 9    | Brian Steenson   | Aermacchi |            |       |
| 10   | Malcolm Uphill   | Suzuki    |            |       |

## Classe 250
Nel Lightweight TT furono 82 i piloti iscritti e 31 quelli classificati al termine della prova. Tra i ritirati vi furono Phil Read, Frank Perris, Kel Carruthers, Jack Findlay e Gyula Marsovszky.

### Arrivati al traguardo (prime 10 posizioni)
| Pos. | Pilota           | Moto    | Tempo      | Punti |
| ---- | ---------------- | ------- | ---------- | ----- |
| 1    | Bill Ivy         | Yamaha  | 2h 16:24.8 | 8     |
| 2    | Renzo Pasolini   | Benelli | + 2'02" 0  | 6     |
| 3    | Heinz Rosner     | MZ      | + 6'31" 6  | 4     |
| 4    | Malcolm Uphill   | Suzuki  | + 8'19" 6  | 3     |
| 5    | Rodney Gould     | Yamaha  | + 8' 42" 2 | 2     |
| 6    | Bill Smith       | Yamaha  | + 10'50" 0 | 1     |
| 7    | Santiago Herrero | OSSA    |            |       |
| 8    | John Cooper      | Yamaha  |            |       |
| 9    | Tony McGurk      | Yamaha  |            |       |
| 10   | Derek Chatterton | Yamaha  |            |       |

## Classe 125
Nell'Ultra-Lightweight TT furono 47 i piloti alla partenza e 21 classificati al traguardo. Tra i ritirati vi furono Dave Simmonds e Barry Smith.

### Arrivati al traguardo (prime 10 posizioni)
| Pos. | Pilota              | Moto    | Tempo      | Punti |
| ---- | ------------------- | ------- | ---------- | ----- |
| 1    | Phil Read           | Yamaha  | 1h 08:31.4 | 8     |
| 2    | Bill Ivy            | Yamaha  | + 56" 4    | 6     |
| 3    | Kel Carruthers      | Honda   | + 9'49" 8  | 4     |
| 4    | Tommy Robb          | Bultaco | + 10'39" 0 | 3     |
| 5    | Gordon Keith        | Montesa | + 11'35" 0 | 2     |
| 6    | Steve Murray        | Honda   | + 13'08" 0 | 1     |
| 7    | John Kiddie         | Honda   |            |       |
| 8    | Gary Dickinson      | Honda   |            |       |
| 9    | George Plenderleith | Honda   |            |       |
| 10   | John Shacklady      | Bultaco |            |       |

## Classe 50
Nella gara riservata alla cilindrata minore furono 33 i piloti alla partenza e 12 risulta abbiano passato la linea del traguardo; tra i ritirati vi fu Ángel Nieto mentre era assente per infortunio Hans-Georg Anscheidt.

### Arrivati al traguardo
| Pos. | Pilota           | Moto     | Tempo      | Punti |
| ---- | ---------------- | -------- | ---------- | ----- |
| 1    | Barry Smith      | Derbi    | 1h 33:10.4 | 8     |
| 2    | Chris Walpole    | Honda    |            | 6     |
| 3    | Leslie Griffiths | Honda    |            | 4     |
| 4    | Brian Lock       | Honda    |            | 3     |
| 5    | Jim Pink         | Honda    |            | 2     |
| 6    | Robin Udall      | Honda    |            | 1     |
| 7    | John Lawley      | Honda    |            |       |
| 8    | R P Stopford     | Heldun   |            |       |
| 9    | N J Mayo         | Heldun   |            |       |
| 10   | Fran Redfern     | Honda    |            |       |
| 11   | R Gouch          | Ducati   |            |       |
| 12   | Harold Cosgrove  | Kreidler |            |       |

## Sidecar TT
Si trattò della 104ª prova disputata per le motocarrozzette dall'istituzione del motomondiale. Disputata sulla distanza di 3 giri, furono 43 equipaggi alla partenza e 25 al traguardo.

### Arrivati al traguardo (posizioni a punti)
| Pos | Pilota                | Passeggero        | Moto | Tempo      | Punti |
| --- | --------------------- | ----------------- | ---- | ---------- | ----- |
| 1   | Siegfried Schauzu     | Horst Schneider   | BMW  | 1h 14:34.2 | 8     |
| 2   | Johann Attemberger    | Josef Schillinger | BMW  |            | 6     |
| 3   | Heinz Luthringshauser | Geoff Hughes      | BMW  |            | 4     |
| 4   | Helmut Fath           | Wolfgang Kalauch  | BMW  |            | 3     |
| 5   | John Brandon          | Cliff Holland     | BMW  |            | 2     |
| 6   | Maurice Tombs         | Trevor Tombs      | BMW  |            | 1     |